# Villars-en-Pons
Villars-en-Pons è un comune francese di 569 abitanti situato nel dipartimento della Charente Marittima nella regione della Nuova Aquitania.

## Società

### Evoluzione demografica
Abitanti censiti